# Edna Campbell
Edna Louise Campbell (Filadelfia, 26 novembre 1968) è un'ex cestista statunitense, professionista nella ABL e nella WNBA.

## Carriera
È stata selezionata dalle Phoenix Mercury al primo giro del Draft NBA 1999 (10ª scelta assoluta).
Con gli Stati Uniti ha disputato i Campionati mondiali del 1998 e due edizioni dei Campionati americani (1989, 1997).